# Договор за Европейския съюз
Договорът за Европейския съюз (ДЕС) е учредителният договор на Европейския съюз (ЕС). Състои се от 55 члена, в които са изложени разпоредбите относно демократичните принципи на Европейския съюз, неговите институции и общата външна политика и политика на сигурност. 
Заедно с Договора за функционирането на Европейския съюз (ДФЕС) той съставлява правна основа на политическата система на ЕС. Двата договора в официалния език, включително в законодателни актове, често се наричат "Договорите". Те са част от първичното право на Европейския съюз. Формално става дума за международноправни договори между държавите - членки на ЕС.
Договорът за Европейския съюз е сключен в Маастрихт на 7 февруари 1992 г. и поради това в първоначалния си вариант е известен и като Договор от Маастрихт. Той влиза в сила на 1 ноември 1993 г. и по-късно е изменян няколко пъти, а именно с
1. Договора от Амстердам през 1997 г.
2. Договора от Ница през 2001 г. и
3. Договора от Лисабон през 2007 г.

## Взаимоотношение с Договора за функционирането на Европейския съюз
Допълнителни разпоредби относно функционирането на ЕС могат да бъдат намерени в много по-обширния ДФЕС. Двата договора имат еднакъв правен статут и се допълват взаимно. Планираното им сливане в "Договор за създаване на Конституция за Европа" се проваля през 2005 г. поради отхвърлянето им на референдуми във Франция и Нидерландия.

## Структура
Договорът за ЕС се състои от преамбюл и 55 члена, които са обобщени в шест заглавия. По-подробно той е структуриран, както следва:
1. Преамбюл
2. Общи разпоредби (членове 1-8)
3. Разпоредби относно демократичните принципи (членове 9-12)
4. Разпоредби относно институциите (членове 13-19)
5. Разпоредби относно засиленото сътрудничество (член 20)
6. Общи разпоредби относно външната дейност на Съюза и специфични разпоредби относно общата външна политика и политика на сигурност (членове 21-46)
7. Заключителни разпоредби (членове 47-55)

Към Договора са приложени Хартата на основните права на Европейския съюз, както и 37 протокола и 2 приложения, които също са част от първичното право на Европейския съюз.
В процеса на изготвянето на последната реформа, Договора от Лисабон, Междуправителствена конференция изготвя "Разяснения относно Хартата на основните права и 50 съвместни декларации. Тези нямат самостоятелна правна сила или обвързващо действие, но служат като помощно средство за тълкуване и могат да се използват например в подкрепа на съдебни решения при тълкуването на правото. 
Съществуват и 15 едностранни декларации на отделните държави членки изяснявщи техните позиции по определени аспекти. Те също нямат самостоятелна правна сила, но и не могат да се използват при тълкуването на правото в съда.